# تیتانیوم هیدرید
تیتانیوم هیدرید (به انگلیسی: Titanium hydride) با فرمول شیمیایی TiH۲ یک ترکیب شیمیایی با شناسه پاب‌کم ۱۹۷۰۹۴ است. که جرم مولی آن ۴۹٫۸۸۳ g/mol می‌باشد. شکل ظاهری این ترکیب، بلورهای بنفش و قرمز است. تیتانیوم هیدرید جزو خانواده ترکیبات غیر آلی بوده و در زمرهء مواد غیر استوکیومتری قرار می‌گیرد. این ترکیب به صورت پودری در رنگ‌های خاکستری/سیاه در بازار یافت می‌شود. از کاربردهای این ترکیب می توان به موارد زیر اشاره کرد:

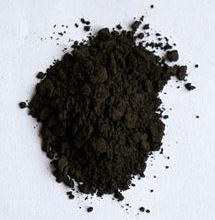
تیتانیوم هیدرید

1. به عنوان افزودنی در تولید آهنربای آلنیکو
2. تف‌جوشی پودر فلزات
3. در فرایند تولید فوم‌فلزی
4. آتش‌بازی

## واکنش و تولید تیتانیوم هیدرید
برای تولید تیتانیوم هیدرید غیر‌استوکیومتری، اسفنج فلز تیتانیوم را با گاز هیدروژن در فشار 1 اتمسفر در دمای بین 300-500 درجه سانتی‌گراد واکنش می‌دهند. این واکنش سریع انجام می‌شود و به دلیل جذب هیدروژن گرماده است و موجب تغییر رنگ اسفنج تیتانیوم می‌شود. محصول این واکنش پودری است که ترکیبی برابر TiH1.95 دارد.برای تولید تیتانیوم هیدرید در مقیاس آزمایشگاهی می‌توان پودر تیتانیوم را در معرض حرارت گاز هیدروژن با دمای 700 درجه سانتی گراد قرار داد. واکنش آن به صورت زیر خواهد بود:
{\displaystyle {\ce {Ti + H2 -> TiH2}}}
سایر روش های تولید تیتانیوم هیدرید:
1. فرایندهای الکتروشیمیایی
2. آسیاب گلوله‌ای

، در برابر تاثیرات آب و هوا خنثی است ولی با اسیدهای قوی مثل هیدروفلوئوریک اسید و سولفوریک اسید داغ واکنش داده و در آن‌‌‌ها حل می شود. از طرفی این ماده در برابر عامل اکسنده به سرعت واکنش می‌دهد، به همین دلیل از تیتانیوم هیدرید در کاربردهای آتش بازی استفاده می شود.

## کاربرد تیتانیوم هیدرید در باتری لیتیم-یون
تیتانیوم هیدرید به عنوان الکترود منفی در باتری های لیتیم-یون توسط الکترولیت {\displaystyle {\ce {LiBH4}}} استفاده می شود. از ویژگی‌های مهم تیتانیوم هیدرید خواص الکتروشیمیایی مطلوب آن در فرایند الکترولیزی نسبت به سایر مواد است.

## کاربرد تیتانیوم هیدرید در تولید پودر
اسفنج فلز تیتانیوم که اغلب تیتانیوم خالص است، شکل پذیری بالایی دارد که این امر موجب دشواری فرایند تولید پودر می شود. یکی از راه حل‌های رایج استفاده از فرایند هیدروژن‌دهی-هیدروژن‌زدایی است.‌ نفوذ عامدانه هیدروژن به اسفنج تیتانیوم منجر به تشکیل تیتانیوم هیدرید می شود. از آنجایی که تیتانیوم هیدرید یک فاز سخت و شکننده است؛‍‌‌منجر به سهولت تولید پودر توسط آسیاب کردن آن اسفنج تیتانیومی می شود. بعد از تولید پودر مطلوب، آن را هیدروژن زدایی کرده تا مجدداً تیتانیوم خالص حاصل شود. از پودر تیتانیوم هیدرید می‌توان برای تولید پودرهای آلیاژی اسفاده کرد. برای این کار پودر تیتانیوم هیدرید را با پودر فلز آلومینیوم مخلوط می‌کنند تا یک پودر یکنواخت حاصل شود. در نهایت این ترکیب به مرحله ی تف‌جوشی و متالورژی پودر، برای تولید محصولات فشرده می‌رود.

## اثر تردی هیدروژنی بر تیتانیوم و آلیاژهای آن
آلیاژهای تیتانیوم به‌طور گسترده ای در محیط های دارای هیدروژن و تحت شرایطی که در آن کوپل های گالوانیک یا باردهی کاتدی موجب می شود هیدروژن روی سطح فلز احیا شود به کار می روند. در بیشتر موارد، این آلیاژها مقاومتی عالی در برابر آسیب نشان می دهند. هیدروژن بوسیله منابع زیادی از جمله بخار آب، اسیدهای به کار رفته برای اسیدشویی و هیدروکربن ها تامین می شود. مقدار جذب عمدتا به فیلم اکسید تیتانیوم روی سطح فلز بستگی دارد به‌طوریکه یک فیلم بدون شکستگی چسبیده به سطح می تواند به‌طور محسوسی جذب هیدروژن را کند نماید. جذب هیدروژن و تشکیل تیتانیوم هیدرید موجب تاثیرات مخربی بر تیتانیوم و آلیاژهای آن می شود. این اثر با تردی هیدروژنی شناخته می شود و همچنین نگرانی اصلی در سازه‌هایی است که توسط تیتانیوم یا آلیاژهای آن ساخته شده اند. از نمونه های این سازه ها می توان به راکتورهای هسته ای اشاره کرد.
تردی هیدروژنی موجب کاهش شکل‌پذیری و ورقه‌ای شدن سطح فلز تیتانیوم می شود. میزان تاثیر هیدروژن به شدت وابسته به ترکیب آلیاژ و ریزساختار آن است. بنابراین فرایندهای پیشینی که برای تولید محصول تیتانیومی صورت گرفته، بر میزان اثر هیدروژن تاثیر می‌گذارد. تیتانیوم تجاری یا CP (درصد خلوص کمتر از %99.55)، مستعدتر از تیتانیوم خالص آلفا در برابر اثر تردی هیدروژنی است. مقدار هیدروژن لازم برای ایجاد رفتار انتقال از نرمی به تردی در تیتانیوم خالص بسیار کمتر از نیمی از مقدار لازم در تیتانیوم خالص است. حضور هیدروژن حتی به مقدار بسیار اندک(ppm 30-40)، موجب شکل گیری محلول جامد هیدروژن در تیتانیوم شده و به دنبال آن منجر به کاهش شکل پذیری قطعه متأثر از تردی هیدروژنی می شود.تردی جدی در گریدهای تجاری در حضور یک تنش پسماند بالا یا یک افزایش دهنده تنش و دمای بالا می تواند رخ دهد. این شرایط موجب مهاجرت هیدروژن به افزایش دهنده تنش شده منجر به تمرکز موضعی بیشتر هیدروژن و رسوب هیدریدها می شود که می تواند منجر به گسیختگی گردد. مواردی از تشکیل موضعی هیدریدها در محیط هایی که تیتانیوم به‌طور متفاوتی عملکرد خوبی داشته است وجود داشته است. بررسی ها از چنین مواردی نشان می دهد که تشکیل هیدرید نتیجه ناخالصی های موجود در فلز (به ویژه مقدار آهن) و مقدار آلودگی سطحی وارد شده در حین تولید است.

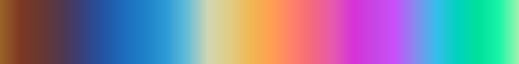
رنگ های متنوع در آندایزینگ

یک پیوند مستحکم بین آلودگی آهن سطح و تشکیل هیدریدهای تیتانیوم وجود دارد. تشکیل شدید هیدرید در هیدروژن خشک گازی با فشار بالا در اطراف ذرات آهن موجود روی سطح ملاحظه شده است. جوشکاری تیتانیوم و آلیاژهای آن منجر به تشکیل ذرات هیدرید در ترکیب می شود. به همین دلیل برای جوشکاری آلیاژهای تیتانیوم از گاز محافظ به منظور حداقل سازی میزان تشکیل هیدرید، استفاده می شود.
لایه ی اکسیدی تیتانیوم که در شرایط عادی غیرفعال یا passive است؛ شامل ترکیبی از اکسیدهای مختلف است. این اکسیدها شامل  (Ti(IV) , Ti(III), Ti(II هستند. این لایه‌ی اکسیدی موجب محافظت از فلز در برابر نفوذ هیدروژن می شود. لازم است ذکر شود برای محافظت بهتر، از روش های آندش برای ضخیم سازی این لایه‌ی حفاظتی استفاده می شود. آندایز کردن در محلول سولفات آمونیوم 10 درصد آلودگی سطحی را از بین برده و منجر به ضخیم شدن فیلم اکسید می شود. در مصارف شیمیایی که دما به گونه ای است که می تواند به درون فیلم اکسیدی محافظ نفوذ کند، اگر فیلم اکسیدی محافظ تخریب شود تردی شدیدی می تواند رخ دهد. برای نمونه، در اسیدهای به شدت احیاکننده که فیلم اکسید تیتانیوم ناپایدار است هیدرید می تواند به سرعت تشکیل شود. انباشت هیدروژن نیز تحت شرایط با سرعت بالا که فیلم محافظ به همان سرعتی که تشکیل می شود ساییده می شود ملاحظه شده است.